# Samosir

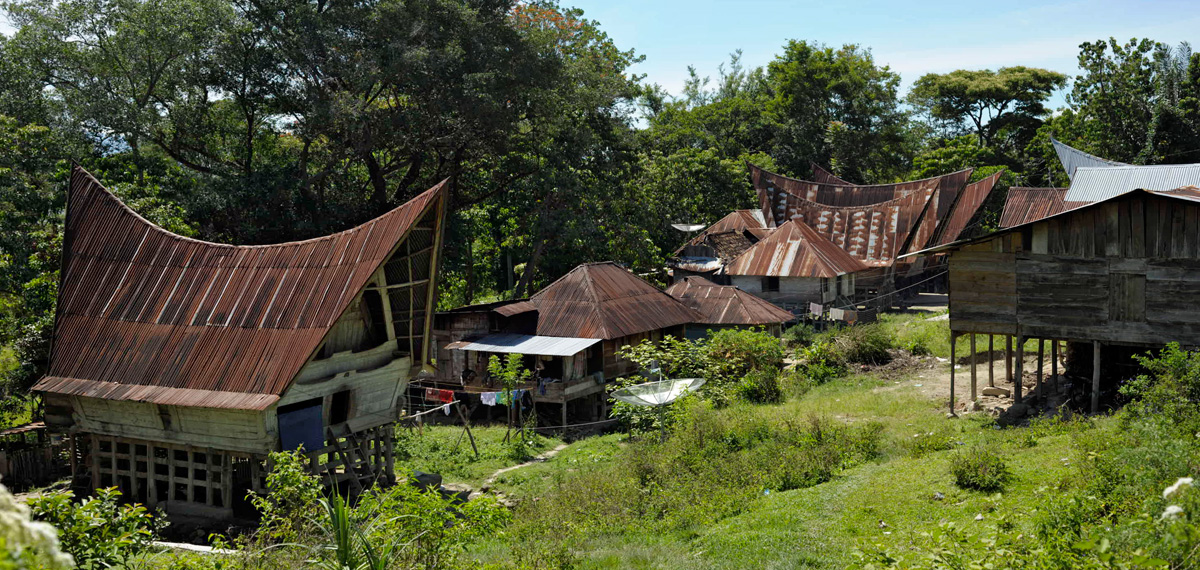
Villa Batak en la isla Samosir

La isla Samosir (en indonesio: Pulau Samosir) es una gran isla volcánica en el lago Toba, ubicado en el norte de la isla de Sumatra en Indonesia. Administrativamente, la isla se rige por seis de los nueve distritos de la regencia de Samosir. El lago y las islas se formaron después de la erupción de un súper volcán hace unos 75.000 años. La isla estaba originalmente conectada a la pared de la caldera por un pequeño istmo, que fue cortado.
Con 630 km², Samosir es la isla más grande dentro de otra isla, y la  4º isla lacustre más grande del mundo. También a su vez contiene dos pequeños lagos, el lago Sidihoni y el lago Aek Natonang. Al otro lado del lago, al este de la isla se encuentra la península Uluan. La isla está unida a Sumatra en su parte occidental por un terreno estrecho que conecta la ciudad de Pangururan en Samosir y Tele en Sumatra. Tele en consecuencia ofrece una de las mejores vistas del lago Toba y de la isla de Samosir.
Samosir es un popular destino turístico debido a sus historias exóticas y las vistas que ofrece. Los centros turísticos se concentran en la zona de Tuktuk. La isla es el centro de la cultura Batak y muchos de los artefactos de este pueblo se mantienen en la isla. La mayoría de los alojamientos turísticos se concentran en la pequeña ciudad de Tuktuk, que se encuentra a una hora de viaje en ferry por el lago de la ciudad de Parapat.